# Jezevčí vrch (národní přírodní rezervace)
Jezevčí vrch je národní přírodní rezervace v severovýchodní části okresu Česká Lípa, je součástí kopce Jezevčí vrch v Lužických horách na katastrálním území obce Mařenice.

## K historii rezervace
Ke dni 18. listopadu 1967 byla ve vrcholové části kopce vyhlášena výnosem Ministerstva kultury a informací č. 13.902/67 Státní přírodní rezervace Jezevčí vrch. V roce 1985 zde byla zrušena původní značená odbočka k vrcholu. SPR Jezevčí vrch byla zapsána do obdobného seznamu Ministerstvem školství ČSR výnosem č. 17.094/87 ze dne 21. prosince 1987. Předmětem ochrany byla dle tohoto výnosu Znělcová kupa s jilmobukovým suťovým lesem s bohatým bylinným patrem (měsíčnice vytrvalá aj).. NPR Jezevčí vrch byla Českým ústavem ochrany přírody (již zrušen a nahrazen AOPK) doporučena jako monitorovací plocha, součást celostátní monitorovací sítě. Principy provádění biomonitoringu byly vydány v roce 1991 a tato činnost je podporována granty Ministerstva životního prostředí. V roce 1992 začal na Jezevčím vrchu detailní botanický průzkum.
Další zákony a nařízení byly vydány v roce 1992 a Jezevčí vrch byl uveden v soupisu chráněných území Libereckého kraje z 30. listopadu 1999 v kategorii NPR.
Je také uveden v soupisu Evropsky významných lokalit pod označením CZ0510509 kvůli květnatým bučinám a suťovým lesům na ploše 95,99 ha.

## Předmět ochrany
Chráněný je zde především přirozený smíšený les, typický pro Lužické hory. Lesní porost tvoří především suťové lesy a květnaté bučiny, často pralesovitého charakteru. Další významnou rostlinou zde chráněnou je měsíčnice vytrvalá, která ve vrcholových partiích tvoří souvislé porosty světlefialových květů. Na vrcholu se pak jedná o smíšený les buků a jilmů horských, kde se nachází také velký počet velkých exemplářů javoru a jasanu ztepilého. Na západním úbočí kopce rostou hlavně borovicové lesy. V rezervaci se daří také mnoha živočichům, kteří zde nalézají přirozené prostředí a klid. Z hadů např. užovka obojková, zmije obecná či ještěrka živorodá. Z větších savců jsou zde zastoupeni jelení a srnčí zvěř, jezevec lesní, lasice kolčava, kuna skalní, lasice hranostaj, tchoř tmavý. Z dravců je zde možné zahlédnout jestřába nebo krahujce a při velkém štěstí i výra velkého.
V národní přírodní rezervaci Jezevčí vrch je nutno dodržovat obecná pravidla a zákazy. Je zde zakázáno provozovat horolezectví, jízdu na kole, vstupovat mimo vyznačené cesty, tábořit a rozdělávat ohně či sbírat rostliny a odchytávat živočichy. Reservace je ve správě CHKO Lužické hory, týká se rozlohy 80 ha ve výšce 420 až 666 m n. m.

## Přístup
K vrcholu a rezervaci se lze dostat pouze ze dvou směrů. Od jihu se jedná o žlutě značenou turistickou cestu vedoucí od Jablonného v Podještědí a Kunratických domků, dále borovým lesem až k hranici rezervace. Zde nastupuje bukový porost a stezka vede poměrně mírně vzhůru podél obory. Cestou míjí skalní věž Panenský kámen a pod vrcholem pokračuje strmě po svážné cestě. Na samotný vrchol stezka nevede, a tak klesá (stále žlutá značka) zpočátku velmi prudce, později mírněji lesem až k rašeliništi Mařeničky a do obce Mařeničky na severozápadě masivu. Odsud je také možný výstup opačným směrem. Nejbližší železniční zastávka na trati 086 je v Jablonném. Po silničkách vzdálených asi 2 km vedou cyklotrasy 3055 a 21